# Deng Yingchao
Deng Yingchao (ur. 4 lutego 1904, zm. 11 lipca 1992) – chińska polityk komunistyczna i działaczka na rzecz praw kobiet, żona pierwszego premiera ChRL Zhou Enlaia.
Urodziła się w Nanning w prowincji Guangxi. Jej matka, owdowiała nauczycielka, wysłała córkę do szkoły w Tianjinie. Tam Deng, mając zaledwie 15 lat, zaangażowała się czynnie w bojkot japońskich towarów i manifestacje patriotyczne podczas Ruchu 4 Maja 1919 roku. Podczas jednej z manifestacji poznała swojego przyszłego męża. Po ukończeniu szkoły w 1920 roku działała w organizacjach społeczno-politycznych. Prowadziła walkę o prawa kobiet, domagając się zakazu krępowania stóp, prostytucji i konkubinatów. W 1924 roku została członkiem Ligi Młodzieży Socjalistycznej, a rok później wstąpiła do Komunistycznej Partii Chin. Pod koniec 1925 roku wyjechała do Kantonu, gdzie poślubiła Zhou Enlaia. Równolegle działała także w Kuomintangu, zaś po rozłamie między nacjonalistami i komunistami w 1927 roku prowadziła podziemną działalność w Szanghaju. 
Od 1932 roku przebywała w Chińskiej Republice Rad, następnie wzięła udział w Długim Marszu. W 1937 roku wyjechała na leczenie do Pekinu. Gdy miasto zostało zajęte przez Japończyków, Deng została zeń wywieziona we wrześniu 1937 roku przez amerykańskiego dziennikarza Edgara Snowa, który korzystając z immunitetu przysługującego cudzoziemcom przewiózł ją przez japońskie punkty kontrolne. W trakcie wojny chińsko-japońskiej i tuż po jej zakończeniu brała udział w negocjacjach z władzami Kuomintangu w Chongqingu.
Po utworzeniu w 1949 roku Chińskiej Republiki Ludowej została wybrana wiceprzewodniczącą Ogólnochińskiej Federacji Kobiet, którą to funkcję sprawowała do 1978 roku. W latach 1954–1968 była członkiem Stałego Komitetu Ogólnochińskiego Zgromadzenia Przedstawicieli Ludowych, zaś od 1956 do 1982 roku zasiadała w Komitecie Centralnym KPCh. Nie towarzyszyła nigdy mężowi w podróżach zagranicznych, samodzielnie jako reprezentantka OZPL odwiedzając inne kraje (m.in. Birmę, Sri Lankę, Iran, Kambodżę, Koreę Północną, Tajlandię i Francję) oraz przyjmując przedstawicieli państw obcych. W 1950 roku była delegatką na Kongres Pokoju w Warszawie.
W latach 1976–1983 była jedną z wiceprzewodniczących Stałego Komitetu OZPL, zaś w latach 1978–1982 była członkiem Biura Politycznego Komitetu Centralnego KPCh. W latach 1983–1988 pełniła funkcję przewodniczącej Komitetu Krajowego Ludowej Politycznej Konferencji Konsultatywnej Chin. W 1988 roku przeszła na emeryturę. W ostatnich latach życia aktywna była na rzecz pokojowego zjednoczenia z Tajwanem. W 1989 roku poparła użycie siły w celu stłumienia protestów na placu Tian’anmen.